# Simon Brault
Pour les articles homonymes, voir Brault.
Vous pouvez aider à l'améliorer ou bien discuter des problèmes sur sa page de discussion.
- Il ne cite pas suffisamment ses sources. Vous pouvez indiquer les passages à sourcer avec {{référence nécessaire}} ou {{Référence souhaitée}}, et inclure les références utiles en les liant aux notes de bas de page. (Marqué depuis juillet 2025)
- Son texte doit être wikifié : il ne correspond pas à la mise en forme Wikipédia (style, typographie, liens internes, liens entre les wikis, etc.). (Marqué depuis juillet 2025)

- Archive Wikiwix
- Bing
- Cairn
- DuckDuckGo
- E. Universalis
- Gallica
- Google
- G. Books
- G. News
- G. Scholar
- Persée
- Qwant
- (zh) Baidu
- (ru) Yandex
- (wd) trouver des œuvres sur Wikidata

Simon Brault (né à Montréal) est une personnalité de la scène artistique. Il a œuvré pour l'École nationale de théâtre du Canada, l'organisme Culture Montréal et est, depuis 2014, directeur et chef de la direction du Conseil des arts du Canada. 

## Biographie
Simon Brault grandit à Montréal dans le quartier Villeray. Il connaît le milieu des arts grâce à son père, artiste-peintre, et son oncle le poète Jacques Brault. Il étudie un temps en droit puis part visiter la Chine.
De 1992 à 1997, il occupe successivement les postes de directeur administratif et de directeur général à l'École nationale de théâtre. Il coordonne notamment le grand projet de restauration et de revitalisation du Monument-National.
De 2002 à 2014, il est président élu de l'organisme Culture Montréal, dont il est membre fondateur. 
Il participe au Forum d’action des milieux culturels de la Métropole de 1994 à 1999, au comité d’orientation du Chantier de l’économie sociale de 1996 à 1997, au Sommet de Montréal, en juin 2002, et au Rendez-vous novembre 2007 Montréal Métropole culturelle. Il est l’instigateur des Journées de la culture, un vaste mouvement de démocratisation culturelle à la grandeur du Québec en 1997. 
Depuis la fin de 2010, Simon Brault participe à titre de « porteur de vision culture » à l’initiative Agenda 21C qui vise à doter le Québec d'un Agenda 21C de la culture et s'inscrit dans une mouvance internationale en faveur de l'intégration de la dimension culturelle dans les stratégies de développement durable.
Il a donné plusieurs conférences à travers le monde, et s'est joint en août 2012 au comité scientifique du projet français Valeur(s) et utilités de la culture (Nantes), un projet réunissant des chercheurs et professionnels de plusieurs disciplines autour des questions de définition, construction et évaluation de la valeur des activités culturelles pour un territoire.
Avant d'être nommé directeur du Conseil des arts, il œuvre à titre de vice-président du conseil d’administration du Conseil des arts du Canada de 2004 à 2014. En mars 2014, Nathalie Bondil, directrice et conservatrice en chef du musée des beaux-arts de Montréal, lui succède à la vice-présidence du Conseil du CAC.
En septembre 2008, il est nommé « Fellow » de l’ordre des CGA. En février 2009, il reçoit le prix Keith-Kelly pour le leadership culturel, décerné par la Conférence canadienne des arts. Il est membre du International Advisory Board de la Fondation Musagetes.

## Publications
En septembre 2009, Simon Brault lance son premier essai intitulé Le FACTEUR C - L'Avenir passe par la culture, publié par La Presse / Éditions Voix parallèles. Il y donne sa vision de l'émergence des préoccupations culturelles dans l'arène publique à une époque où plus de la moitié de la population mondiale réside dans des zones urbaines. La version anglaise de ce livre a été publiée en mai 2010 par Cormorant Books, dans une traduction de Jonathan Kaplansky, sous le titre No Culture, No Future. En juin 2011, les Presses de l'Université du Québec (Chaire de leadership Pierre-Péladeau) publient une monographie intitulée Simon Brault, Prendre fait et cause pour la culture, signée Laurence Prud'homme, Aurélie Dubois-Prud'homme et Laurent Lapierre.

## Distinctions
- 2005 -  Officier de l'Ordre du Canada[4]
- 2011 -  Officier de l'Ordre national du Québec[5]